# 七乐彩

七乐彩Logo

七乐彩由中国福利彩票发行管理中心组织发行，为福彩主力销售品种，每周三期分别于周一、周三、周五晚间开奖。其发行的宗旨是向社会募集资金用于福利事业，统一每注售价2元人民币。

## 规则
七乐彩采用组合式玩法，从01 - 30中选择7个号码组合为一注投注号码，特别号码包含于其中。

### 中奖
中奖不分号码先后，摇奖时特别号码最后单独插出。
| 等级 | 基本号码    | 特别号码 |
| ---- | ----------- | -------- |
| 一等 | 全部（7个） | 不要     |
| 二等 | 6个         | 要       |
| 三等 | 6个         | 不要     |
| 四等 | 5个         | 要       |
| 五等 | 5个         | 不要     |
| 六等 | 4个         | 要       |
| 七等 | 4个         | 不要     |

### 奖金
1. 一等奖：奖池的70%
2. 二等奖：奖池的10%
3. 三等奖：奖池的20%
4. 四等奖：200￥
5. 五等奖：50￥
6. 六等奖：10￥
7. 七等奖：5￥

## 兑奖
兑奖期限为开奖后一日起记30天内，四等奖以降可于投注站直接兑现（二、三等理论上亦可）。
一、二、三等奖应到各地省中心验证、登记和兑奖。